# Brett Darby
Brett Darby (sinh ngày 10 tháng 11 năm 1983) là một cầu thủ bóng đá bán chuyên hiện tại thi đấu cho Shepshed Dynamo tại Midland Football League, ở vị trí tiền vệ.